# Capo Meares

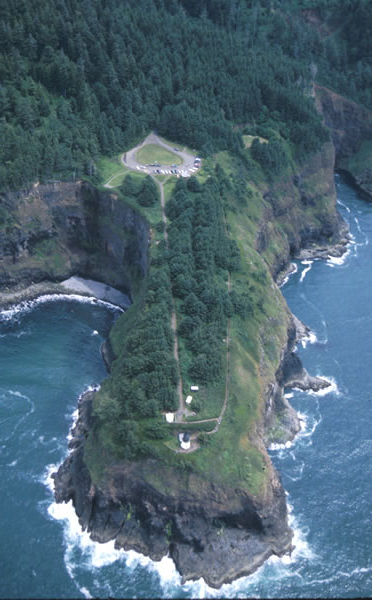
Veduta aerea di Capo Meares

Capo Meares è un piccolo promontorio sulla costa del Pacifico nella contea di Tillamook, Oregon, Stati Uniti d'America. Il promontorio forma un'alta scogliera ripida all'estremità sud della baia di Tillamook, a circa 8 km. a nord-ovest della città di Tillamook. Gran parte del capo fa parte del Oregon Parks and Recreation Department amministrato da Cape Meares State Scenic Viewpoint con tre miglia di sentieri escursionistici, che include il faro di capo Meares. Il promontorio prende il nome da John Meares, un esploratore britannico.

## Geografia
Immediatamente a nord del capo si trova la comunità di Cape Meares, vicino al lago di capo Meares. La spiaggia omonima si estende a nord della comunità di Cape Meares, lungo una lingua di sabbia, o penisola, che racchiude la baia di Tillamook. La penisola è in alternativa nota come Bayocean, da una popolare località di villeggiatura che occupava la spiaggia nei primi anni del XX secolo, fino a quando l'erosione della spiaggia iniziò a distruggere la città a partire dagli anni 1930. Oggi, nessun residuo significativo della località turistica rimane sulla spiaggia.
Immediatamente a sud di Capo Meares si trova Short Beach.

## Cape Meares State Scenic Viewpoint
La Scenic viewpoint è il loud in cui si trova l'"Octopus Tree", un grande albero multi tronco di peccio di Sitka con una circonferenza dei tronchi di circa 15 metri. È accessibile tramite una breve escursione dal parcheggio principale.

## Galleria d'immagini

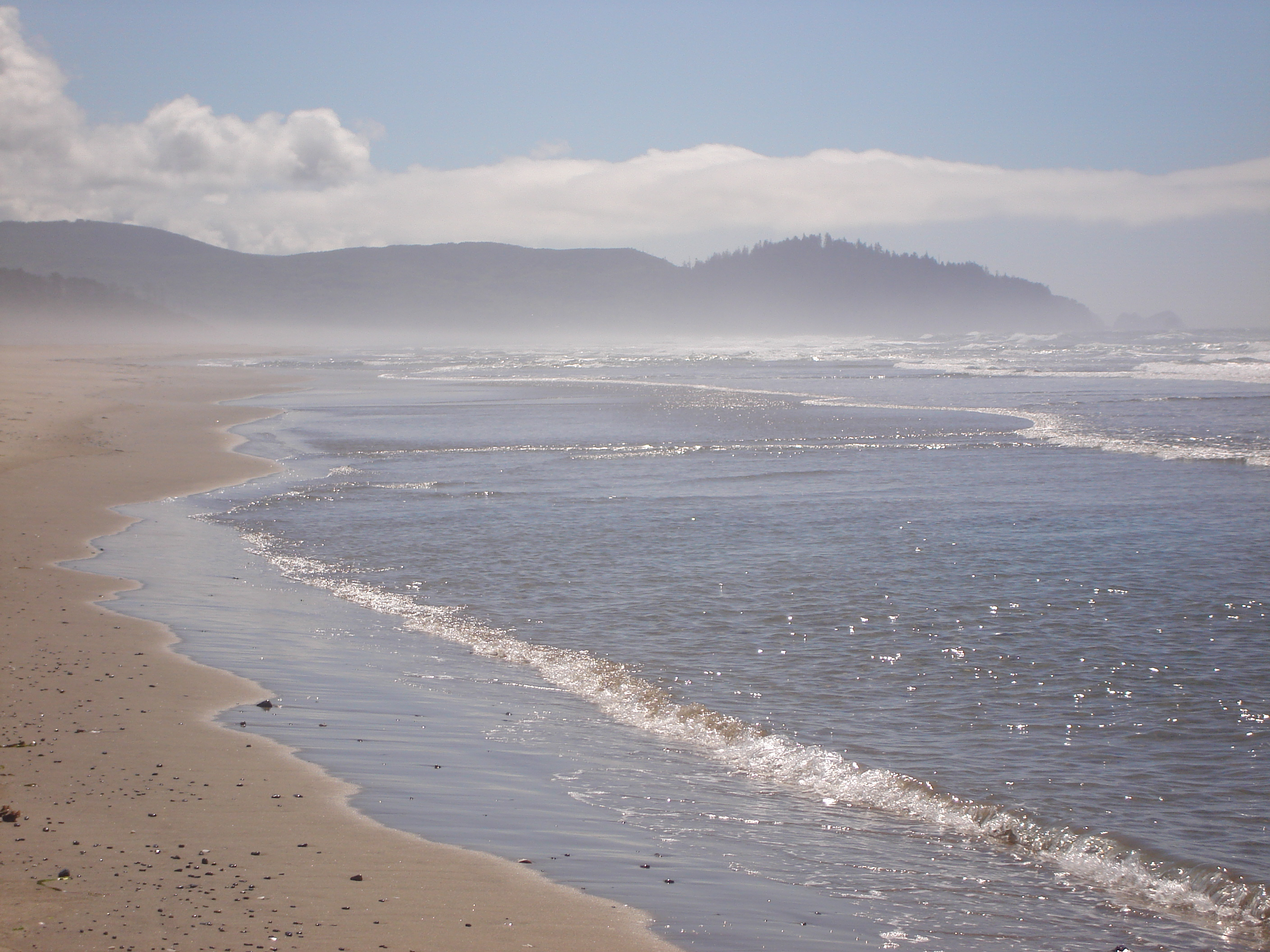
Capo Meares visto dalla spiaggia di Bayocean
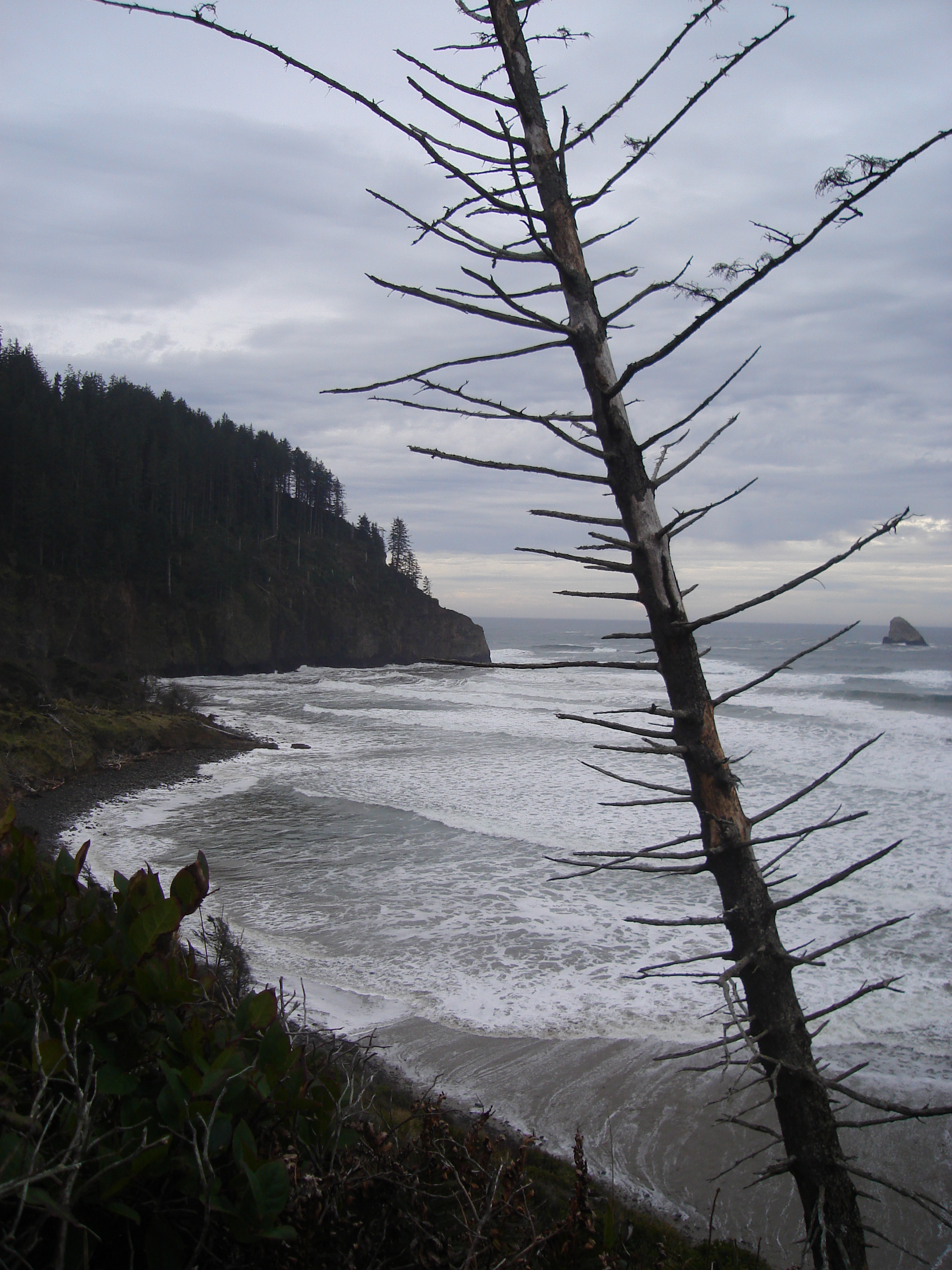
Capo Meares visto da nord
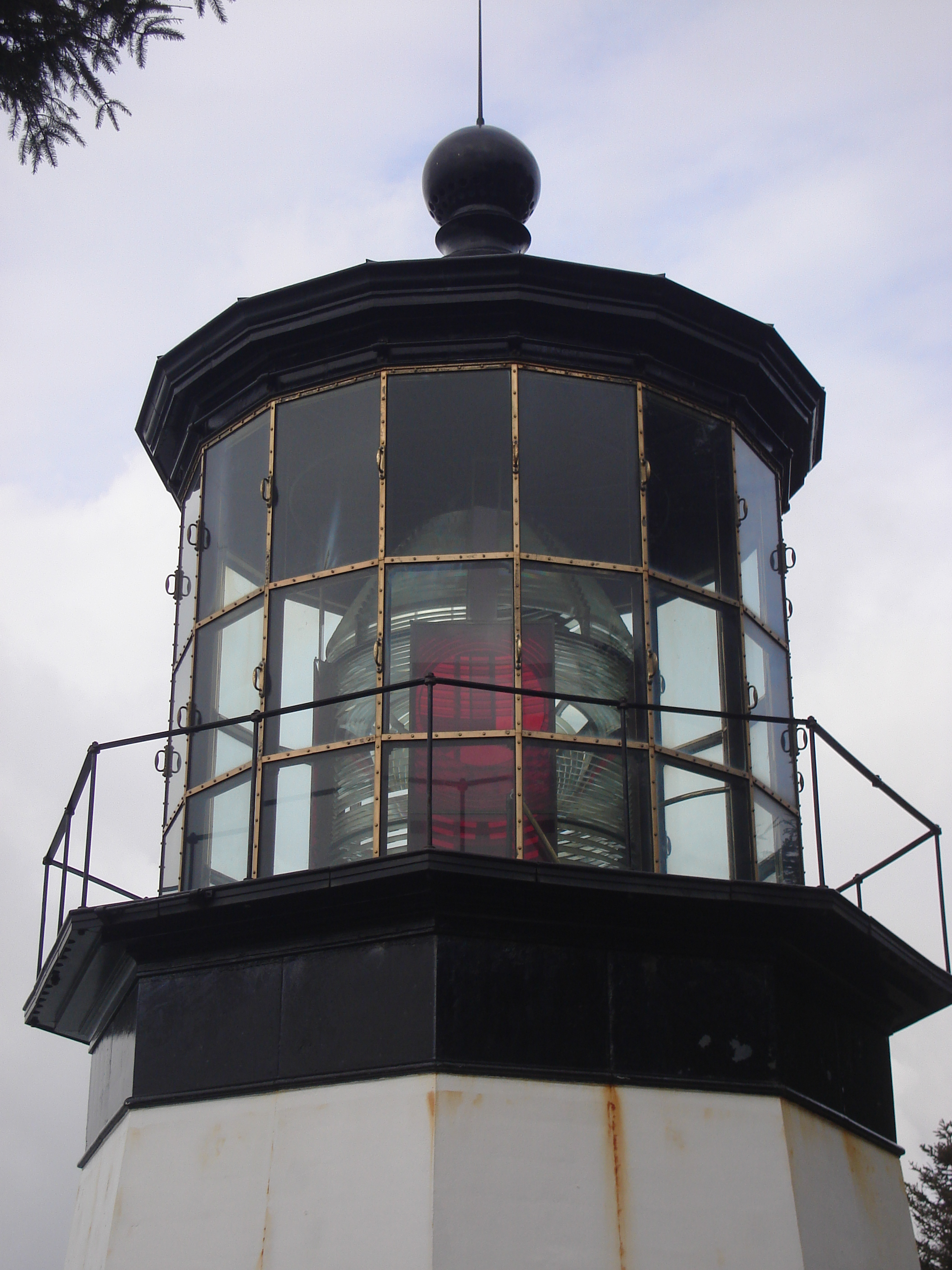
Faro di Capo Meares
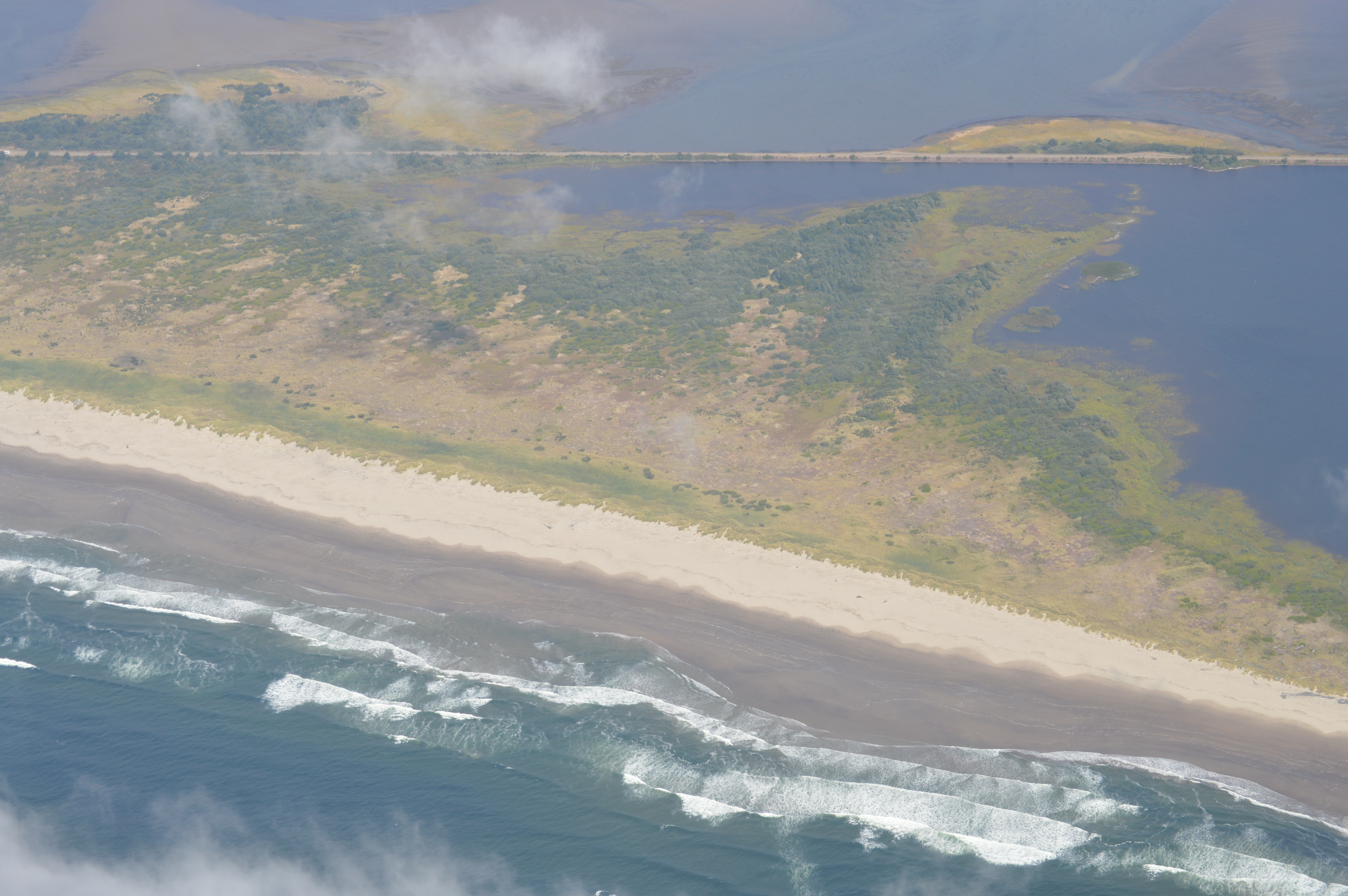
Vista aerea del lago di Capo Meares
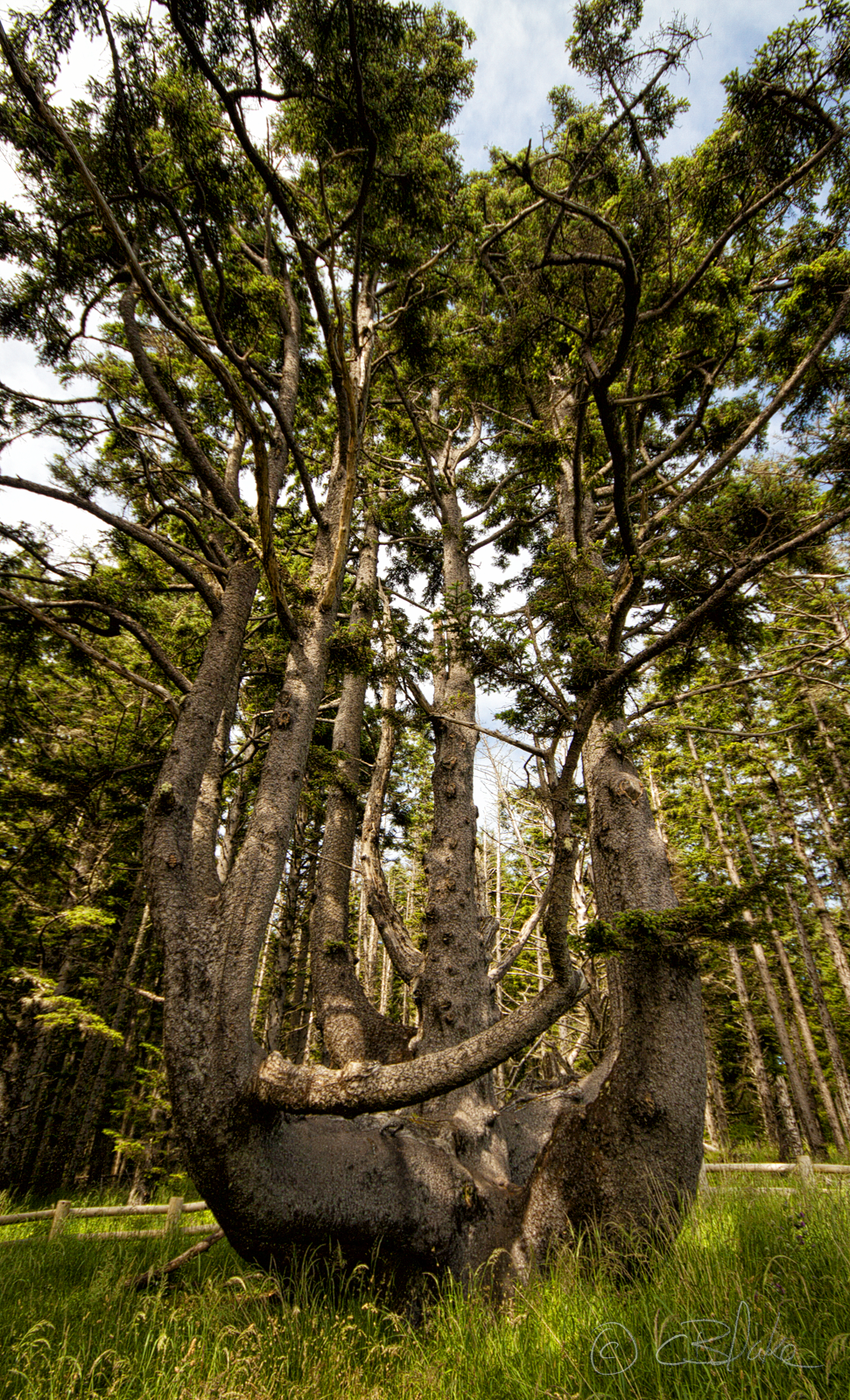
Octopus Tree, Capo Meares, Oregon